# Succubus

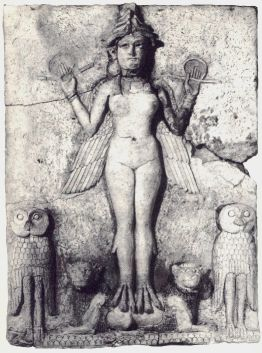
Sumerský reliéf succuby Lilith.

Succubus (pl. succubi; též succuba, sukubus; z latinského succubare, „ležet vespod“) je ve středověké křesťanské mytologii druh démona – astrálního upíra, který svádí muže, zvláště pak mnichy, pohlavně se s nimi stýká a přitom je vyčerpává, někdy až k smrti. Působení succuba byla často připisována poluce.[zdroj?] Slovo „succubus“ pochází z pozdější doby 14. století.
Někdy je succubus označován jako ženský démon, ale tato interpretace není jednoznačná. Démoni jsou obecně považováni za bezpohlavní[zdroj?] a i jméno succubus z „ležeti vespod“ zdůrazňuje, že démon pouze vystupuje v ženské roli při pohlavním styku.
Mužskou obdobou succuba je incubus, démon, který svádí ženy a souloží s nimi. Vzhledem k zmíněné bezpohlavnosti démonů je možné, aby tentýž démon vystupoval v různých situacích jako succubus i incubus.
Otázka, zda jsou andělé (resp. démoni) schopni pohlavního styku s lidmi, a zda je tento styk podoby duševní nebo tělesné, byla předmětem zájmu středověké teologie. O succubech se zmínil například i Tomáš Akvinský v Summa Theologiae i další autority, a jejich existence tak byla poměrně pevně zakotvena.
Zvláštního rozvoje se víra v succuby dočkala v průběhu čarodějnických procesů. Podle proslulé knihy Malleus maleficarum (česky Kladivo na čarodějnice) například succuby sbíraly semeno mužů, se kterými spaly, aby je následně incubi používali k oplodňování žen.[zdroj?] Styku s démonem (ďáblem) byla také přisuzována iniciační funkce[zdroj?] a mělo k němu docházet i na čarodějnických sabatech.
Motiv succuba se objevuje v knize Honoré de Balzaca Succubus aneb běs sviňavý ženský (v orig. Le Succube).
Tentýž motiv succuba (příp. incuba) lze nalézt v tetralogii Sergeje Lukjaněnka Noční hlídka.
Succubi jsou zmíněni i v tetralogii ságy Stmívání od Stephenie Meyerové, a spíše jen ironicky v díle Erik od Terryho Pratchetta.
Mezi succuby je možné řadit také rusalky (vodní nymfy) a meluzíny (duchové vody).[zdroj?]

## Qarinah
V arabské mytologii, qarinah (قرينة) je bytost podobná succubě, s kořeny v staroegyptském náboženství nebo v animistické víře před-islámstické Arábie. Quarinah „spí s člověkem a mají poměr během spánku jako kdyby ve snu“. Říká se, že jsou neviditelné, ale člověk s takzvaným „druhým zrakem“ je může vidět, většinou v podobě psa, kočky nebo jiného domácího zvířete. V Omdurmánu je to bytost, která posedne člověka. Jenom určití lidé jsou posedlí a takoví lidé se nemohou ženit, provdat nebo jim qarinah nějak ublíží.